# 식객 (전국시대)
식객(食客), 또는 문객(門客)은 중국 전국시대(戰國時代)에 널리 퍼져 있던 풍습으로, 귀족이 재능있는 사람을 자신의 「손님(客)」으로서 우대하고 먹여 살리는 대신에 「주인(主)」이 되는 귀족을 돕는 것.   그들 가운데는 「임협(任俠)」의 뜻을 품은 자가 많았는데, 경우에 따라서는 목숨을 내놓기도 했다. 반대로 주인을 배신하고 죽이는 일도 있었다.
많은 수의 식객을 거두어 기른 것으로 유명한 인물은 흔히 전국사군(戰國四君)이라고도 불렸던 이들(제의 맹상군, 조의 평원군, 위의 신릉군, 초의 춘신군)과 진(秦)의 여불위(呂不韋) 등이 있다. 그들의 식객은 흔히 3천 명이라고도 일컬어졌다.
식객은 그 땅에 가진 봉토(封土)가 없었기에 제후들의 「관(館)」(『관官』의 원자原字)에 기거하였는데, 이것이 「관(官)」의 기원이 되었다. 또한 생계를 봉토에서 수확하는 것이 아니라 그들이 가진 특별한 기술이나 재능으로 받은 보수로 이어갔기에 「논객(論客)」, 「검객(劍客)」, 「자객(刺客)」 등의 어원이 되기도 한다.

## 같이 보기
- 전국사군자
- 춘추 시대
- 전국 시대